# Calamity Jane
Martha Jane Cannary-Burke, známější jako Calamity Jane (1. května 1852 Princeton – 1. srpna 1903 Terry) byla americká hrdinka Divokého západu, hraničářka a profesionální zvěd, nejznámější jako blízká přítelkyně Wild Bill Hickoka (znali se pouhé dva týdny), slávu však získala i potyčkami s domorodými obyvateli – indiány.

## Životopis

### Mládí: 1852–1874
Calamity Jane se narodila 1. května 1852 jako Martha Jane Cannary v Princetonu, Missouri v okrese Mercer County. Její rodiče, Robert W. a Charlotte Cannaryovi, byli uvedeni při sčítání lidu v roce 1860 asi 11 kilometrů severovýchodně od Princetonu v Ravanně v Missouri. Martha Jane byla nejstarší ze šesti dětí, měla dva bratry a tři sestry. V roce 1865 Robert sbalil svou rodinu a odjeli z Missouri do Virginia City v Montaně. Charlotte zemřela během cesty v Black Foot v Montaně na zápal plic. Po příjezdu do Virginia City na jaře roku 1866 Robert vzal svých šest dětí do Salt Lake City v Utahu. Dorazili v létě a Robert údajně začal hospodařit na 40 akrech (160,000 m²) půdy. Strávili zde pouze jeden rok, než otec zemřel. Martha Jane převzala roli hlavy rodiny, naložila ještě jednou povoz a odvezla své sourozence do Fort Bridger ve Wyomingu, kam dorazili v květnu 1868. Odtud cestovali vlakem do Piedmontu.

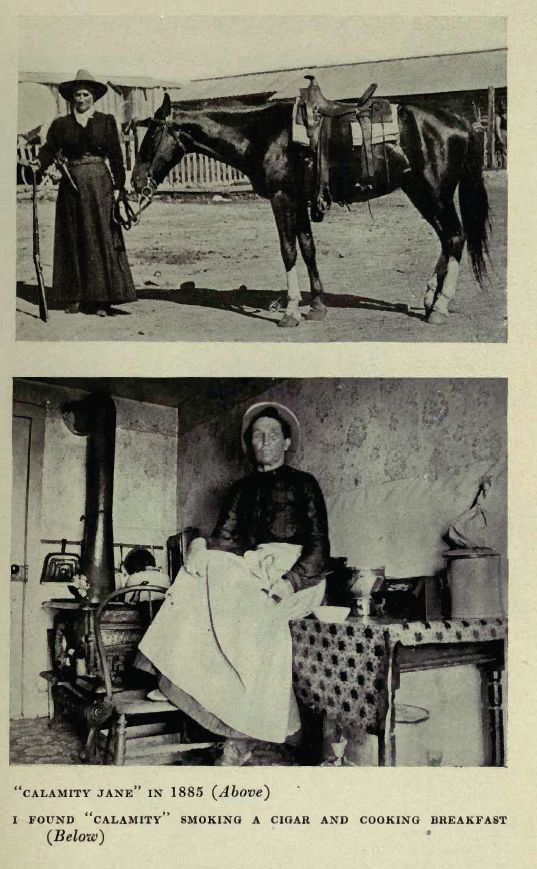
Fotografie Calamity Jane z roku 1885 (z knihy Lewise R. Freemana - Down The Yellowstone, vydalo nakladatelství Dodd, Mead and Company v New Yorku roku 1992)

V Piedmontu Martha Jane brala jakoukoliv práci, aby uživila svou velkou rodinu. Pracovala jako myčka, kuchařka, servírka, zdravotní sestra a honák. Nakonec, v roce 1874, si našla práci jako zvěd pro Fort Russell.
Ve své autobiografii z roku 1896 Martha Jane o této době píše:
„V roce 1865 jsme vyrazili z našich domovů v Missouri na dlouhou cestu do Virginia City v Montaně, která trvala pět měsíců. Během cesty jsem většinu času strávila lovem společně s muži a lovci výpravy; vlastně jsem vždy byla ve společnosti mužů, když došlo k nějakému vzrušení nebo dobrodružství. V době, kdy jsme dorazili do Virginia City, jsem byla považována za mimořádně dobrou střelkyni a odvážnou jezdkyni na dívku v mém věku. Pamatuji si na hodně událostí z cesty z Missouri do Montany. Mnohokrát při přejezdu hor byly podmínky trasy tak špatné, že jsme často museli táhnout povozy pomocí provazů, protože cesty byly tak nerovné a hrbolaté, že koně by byli k ničemu. Také jsme si užili hodně vzrušujících brodění řek, protože mnohé z nich byly plné tekutých písků a bažin, kde, pokud bychom nebyli velmi opatrní, bychom mohli přijít o koně a tím i o všechno. Také jsme se častokrát museli vypořádat s nebezpečím rozvodněných řek kvůli silným dešťům. Při těchto příležitostech muži obvykle vybrali nejlepší místo k překročení řeky; já sama jsem nejednou osedlala svého poníka a několikrát přeplavala řeku, jen abych se pobavila, a mnohokrát jsem i s poníkem jen těsně unikla stržení proudem, což by znamenalo jistou smrt. Ale jako všichni průkopníci jsme měli dost odvahy, abychom překonali všechny překážky a bezpečně dorazili do Virginia City. Matka zemřela roku 1866 v Black Foot v Montaně, kde jsme ji pochovali. Opustila jsem Montanu na jaře roku 1866 a do Salt Lake City v Utahu jsem přijela během léta.“